# Kinchil
Kinchil, es una localidad del estado de Yucatán, México, cabecera del municipio homónimo ubicada aproximadamente 35 kilómetros al noroeste de la ciudad de Mérida, capital del estado y 10 km al suroeste de a ciudad de Hunucmá.

## Toponimia
El toponímico Kinchil significa en idioma maya el lugar del dios Kinich. 

## Datos históricos
Kinchil está enclavado en el territorio que fue la jurisdicción de los Ah Canul antes de la conquista de Yucatán.
Sobre la fundación de la localidad no se conocen datos precisos antes de la conquista de Yucatán por los españoles. Se sabe, sin embargo, que durante la colonia estuvo bajo el régimen de las encomiendas, entre las que se puede mencionar la de Pedro Castellanos y la de la señora Petrona Magaña Dorantes
En 1825, después de la independencia de Yucatán, Kinchil formó parte del Partido del Camino Real Bajo, con cabecera en Hunucmá.
Al entrar en vigor la Ley Orgánica de los Municipios del Estado de Yucatán en 1918, Kinchil se erige en cabecera del municipio libre homónimo. 

## Sitios de interés turístico
En Kinchil se encuentra el edificio de un templo donde se venera al Señor de las Ampollas que data del siglo XVI.
En las cercanías se encuentra el casco de la exhacienda henequenera llamada San Antonio. 

## Galería

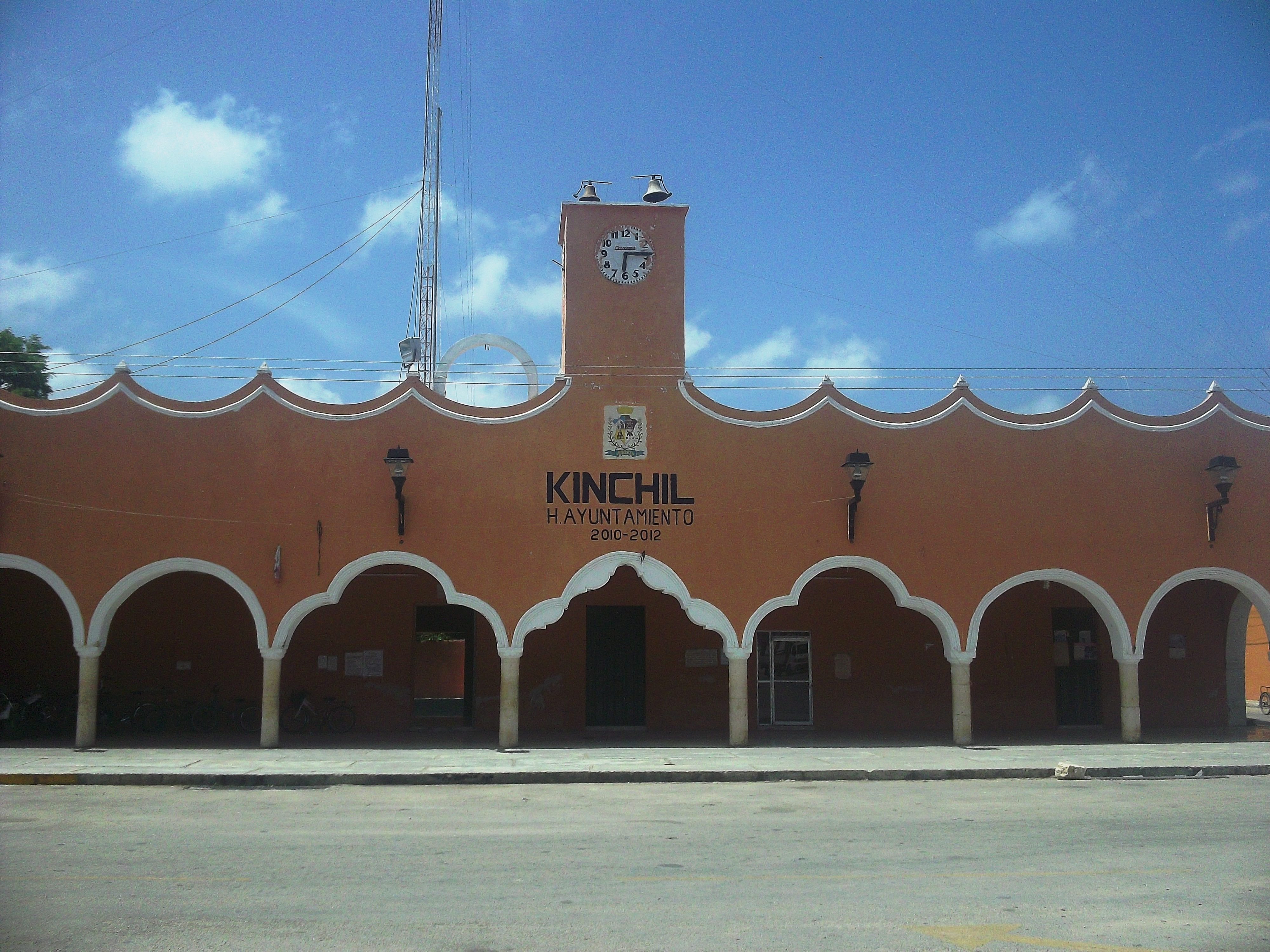
Palacio municipal de Kinchil.
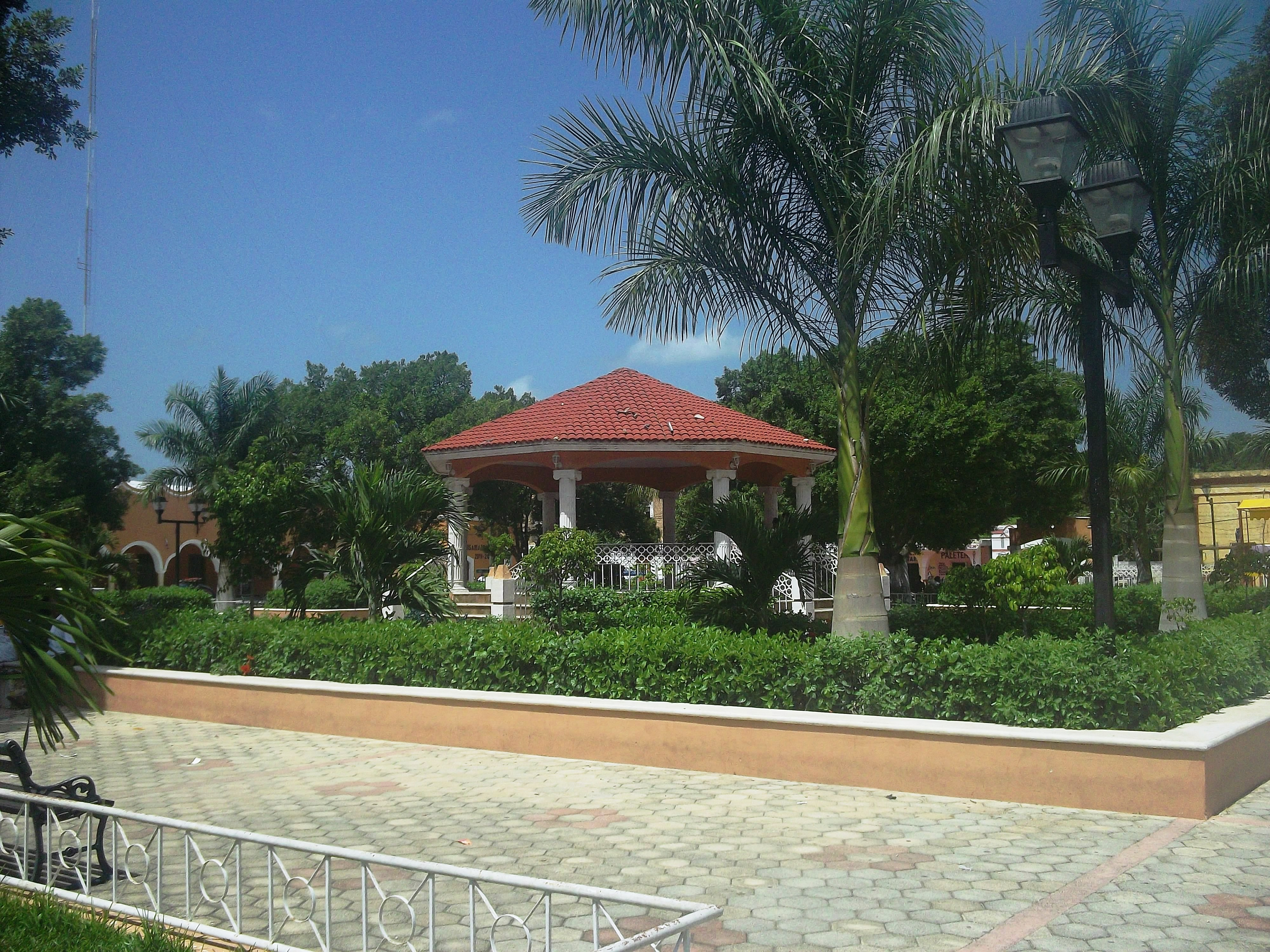
Parque principal de Kinchil.
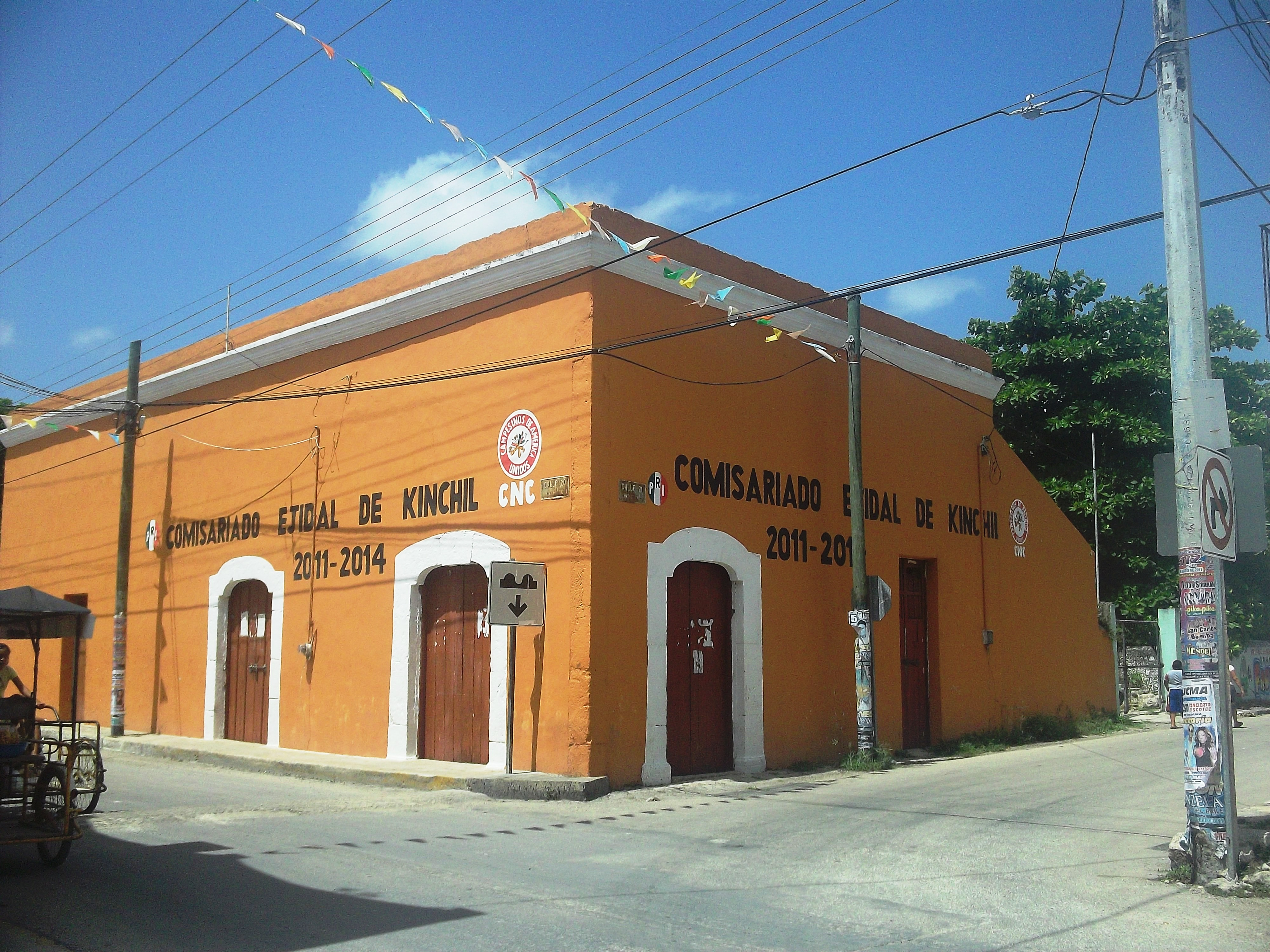
Casa ejidal de Kinchil.
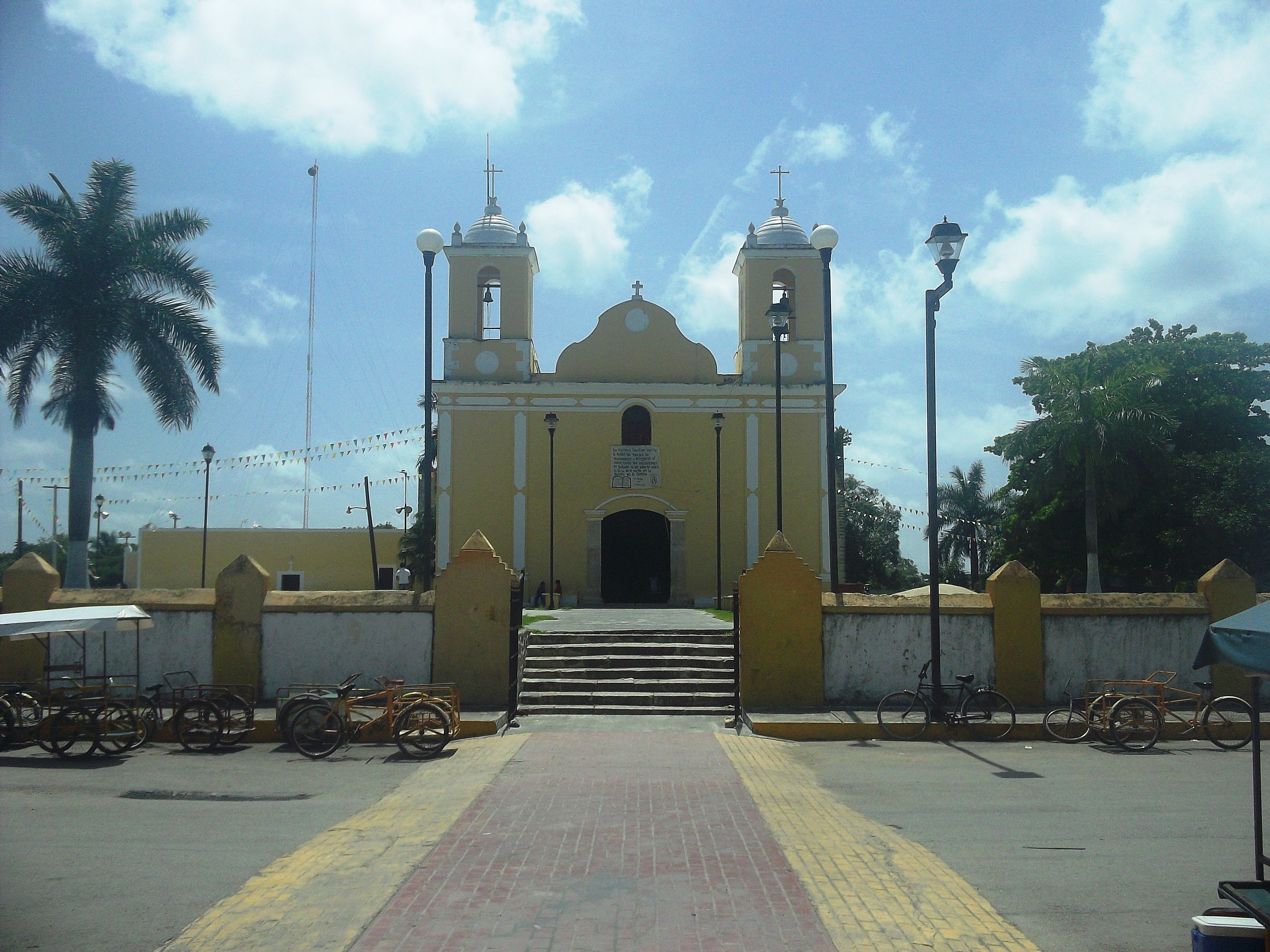
Iglesia de Kinchil.